# Neoribates formaminiferus
Neoribates formaminiferus är en kvalsterart som beskrevs av Sellnick 1923. Neoribates formaminiferus ingår i släktet Neoribates och familjen Parakalummidae. Inga underarter finns listade i Catalogue of Life.